# 扎吉里亞 (桑博爾區)
49°37′21″N 23°21′57″E / 49.62250°N 23.36583°E
扎吉里亞（烏克蘭語：Загір'я），是烏克蘭西部的村莊，隸屬利維夫州的桑比爾區。該村面積7.48平方公里，海拔高度241米，2024年人口781，人口密度每平方公里120.72人。